# Toshio Suzuki
Toshio Suzuki (născut la data de 10 martie 1955, în Prefectura Saitama, Japonia) este un fost pilot de curse care a participat la 12 ediții ale Cursei de 24 de ore de la Le Mans și a concurat în Campionatul Mondial de Formula 1 în sezonul 1993.

## Cariera în Formula 1
| Sezon | Echipă       | Puncte | Loc clasament general |
| ----- | ------------ | ------ | --------------------- |
| 1993  | Larrousse F1 | 0      | -                     |